# Casal Cultural i Recreatiu
Casal Cultural i Recreatiu és una obra de Sant Pere de Torelló (Osona) protegida com a Bé Cultural d'Interès Local.

## Descripció
Es tracta d'un edifici entre mitgeres i cantoner de planta baixa i tres pisos. Té balcons al primer pis i finestres a la resta. Aquesta casa reformada prové de la transformació de sagrers en habitatges i tallers per a oficis artesanals de l'època feudal. Correspon a un creixement de la ciutat del tipus "agrupat" que conforma espais públics molt irregulars i carrers estrets, perfectament adaptats a la topografia. Destaquen les obertes, de llinda plana i brancals de carreus de pedra.